# Джордан, Колин
Джон Колин Кэмпбелл Джордан (19 июня 1923, Бирмингем, Уорикшир — 9 апреля 2009, Патели Бридж, Норт-Йоркшир) — ведущая фигура британского неонацизма, глава британского «Национал-социалистического движения» (NSM), «крёстный отец британского неонацизма». Первоначально руководил «Всемирным союзом национал-социалистов» после его создания в августе 1962 года.
Наряду с другими послевоенными неонацистскими лидерами вернулся к нацистским моделям и эпическому нарративу о Второй мировой войне с целью противостоять послевоенному либерализму и его «еврейским архитекторам».

## Биография
Джон Колин Кэмпбелл Джордан родился в 1923 году в Бирмингеме, Англия. Он учился в Warwick School, престижной подготовительной школе, где выиграл стипендию для изучения истории в Кембриджском университете. Он прервал учебу, чтобы пойти добровольцем в Воздушные силы флота, но провалил курс военно-морского пилота. Он перешёл в Королевские ВВС и стал ждать новых лётных тренировок. Он утверждает, что к концу 1944 года его политические идеи настолько развились, что он заявил о своем несогласии с продолжением войны и поддержал идею мира с Германией путём переговоров. В качестве отсроченного военнослужащего его затем направили в Медицинский корпус Королевской армии, где он стал инструктором по обучению. После демобилизации он возобновил учёбу в Сидни-Сассекс-колледже в Кембридже в 1946 году. Как и другие зрелые военнослужащие-студенты, Джордан принимал активное участие в университетской жизни, работая в штате университетской газеты Varsity. В 1949 году он получил степень второго класса.
Во время учебы в университете Джордан начал контактировать с рядом британских националистических и неофашистских группировок с целью продвижения их дела в Кембридже. Он стал членом антисемитской «Британской народной партии» и был избран в её национальный совет. Джордан также организовал Университетский националистический клуб, а после отъезда из Кембриджа — Бирмингемский националистический клуб, которым руководил до переезда в Лидс, где занял преподавательскую должность. В это время он стал ярым противником коммунизма и опубликовал свою первую книгу Fraudulent Conversion (1955), в которой утверждалось, что Советским Союзом управляли евреи, несмотря на очевидный антисемитизм и проарабскую линию позднего сталинизма. Джордан заявлял, что борьба между коммунизмом и сионизмом была внутренней еврейской враждой с целью определения лучшего способа достижения мирового господства.
Первым среди контактов Джордана в Кембридже и впоследствии был Арнольд Спенсер Лиз (1878—1956), основавший ещё в 1929 году Имперскую фашистскую лигу. Джордан считал Лиза своим главным наставником. Влияние Лиза на Джордана было решающим фактором в сочетании расового популизма последнего в качестве реакции на цветную иммиграцию и довоенной традиции антисемитизма.
Вернувшись в Мидлендс, чтобы преподавать в Ковентри, Джордан присоединился к «Лиге лоялистов империи» (LEL), лоббистской группе, основанной в 1954 году А. К. Честертоном, бывшим заместителем Освальда Мосли в довоенном Британском союзе фашистов. Джордан стал организатором LEL в Мидлендсе, но не нашел здесь большого простора для своих антисемитских и нацистских идей, которые он разделял с Арнольдом Лизом. Лишь в конце 1950-х годов, с появлением оппозиции «цветной» иммиграции в Великобританию, он обнаружил внутреннюю проблему, открывавшую перспективу для создания массового крайне правого движения.
В 1957 году, покинув LEL, Джордан основал «Лигу защиты белых» (WDL), занимавшуюся пропагандой против иммигрантов. В августе 1958 года в Ноттингеме вспыхнули расовые беспорядки, за которыми в сентябре последовали аналогичные беспорядки в Ноттинг-Хилле в Западном Лондоне. Джордан руководил «Лигой защиты белых» из дома Арнольда Лиза в Ноттинг-Хилле, который вдова Лиза предоставила в его распоряжение. Он организовывал ночные митинги на улицах этого иммигрантского района в течение лета 1958 года. Он также издавал местную газету «Чёрные и белые новости» и ряд расистских брошюр, которые разжигали ненависть по отношению к вновь прибывшим.
В 1959 году он выступил за расовое единство нордических стран, опубликовав небольшое периодическое издание The Nationalist. К февралю 1960 года WDL и «Национальная лейбористская партия» (NLP), основанная Джоном Эдвардом Бином, объединились в новую «Британскую национальную партию» (BNP) под девизом «За расу и нацию», президентом которой стал Эндрю Фаунтейн, землевладелец из Норфолка, вице-президентом — миссис Лиз, национальным организатором Джордан и одним из основателей Джон Тиндалл, также ранее работавший в LEL.
В 1960—1962 годах потенциал крайне правых в Британии казался очень большим в условиях масштабного роста иммиграции. Идеология BNP заключалась в отправке всех цветных иммигрантов обратно в их родные страны и привлечении к ответственности кабинета тори и членов лейбористского кабинета 1945—1950 годов за «соучастие во вторжении чернокожих». Несмотря на ограниченные средства и небольшое количество членов (около 350 человек), деятельность BNP привлекла внимание всех газет. Она включала демонстрации на лондонских железнодорожных вокзалах против иммигрантов, прибывающих из портов, два публичных митинга на Трафальгарской площади и демонстрации против парада еврейского лорд-мэра Лондона и против движения анти-апартеида. Для распространения в провинции и привлечения более молодых членов, внутри партии была создана военизированная организация «Острие».
Постепенно в руководстве BNP становились очевидными идеологические разногласия. В феврале 1962 года Бин представил своему национальному совету резолюцию, в которой говорилось, что «неправомерное направление тактики Джордана делает всё больший акцент на прямой ассоциации с довоенной эпохой национал-социалистической Германии, игнорируя борьбу Британии, Европы и Белого мира сегодня и в будущем». Бин и Фаунтейн видели, что главным мотивом Джордана было его восхищение нацистской Германией, которую он хотел воспроизвести в современной Британии, вместе со всеми атрибутами, такими как свастика, униформа и культ Гитлера. По их мнению, это была огромная политическая ответственность, поскольку Британия дорого заплатила материальными и человеческими жертвами во Второй мировой войне. Они хотели создать современное британское националистическое движение, занимающееся проблемами 1960-х годов. Джордан потерпел поражение: 7 голосов против 5, но отказался уйти в отставку и напомнил всем, что обладает исключительным правом на использование дома Арнольда Лиза. Тогда BNP раскололась: за Бином и Фонтейном остались название партии, журнал Combat и более 80 процентов членов; Джордан сохранил за собой штаб-квартиру Джона Тиндалла, большую часть ополченской группы «Острие», а также отделения BNP в Бирмингеме и Западном Эссексе.
Джордан переименовал свою фракцию в «Национал-социалистическое движение» (NSM), торжественно открыв его 20 апреля 1962 года, и вместе с Джоном Тиндаллом и Дени Пири начал развивать британскую неонацистскую партию со всеми атрибутами гитлеризма. Большое волнение вызвал трансатлантический телефонный звонок Джорджу Линкольну Роквеллу, лидеру Американской нацистской партии для обмена поздравлениями. Джордан произнёс речь о «проигрыше и позоре» Британии в связи с её ролью во Второй мировой войне. В мае он стал редактором нового журнал «Национал-социалист» и опубликовал манифест NSM: «Величайшее сокровище британского народа — основа его величия в прошлом и единственная основа его в будущем — это его арийская, преимущественно нордическая кровь; и первая обязанность государства — защитить и улучшить этот остров».
Отличительными чертами NSM Джордана были расистский национализм и прославление немецкого национал-социализма. Движение неоднократно попадало в заголовки таблоидов в 1962 году. В этом году наблюдался пик общественного беспокойства по поводу иммиграции; в июле был принят новый Закон об иммиграции. 1 июля 1962 года NSM провело митинг перед четырехтысячной толпой на Трафальгарской площади, на котором Джордан заявил: «Все больше и больше людей каждый день открывают глаза и приходят к выводу, что Гитлер был прав. Они начинают понимать, что нашими настоящими врагами, людьми, с которыми нам следовало бы бороться, были не Гитлер и национал-социалисты Германии, а мировое еврейство и его соратники в этой стране». Джон Тиндалл заявил, что «в нашем демократическом обществе еврей подобен ядовитой личинке, питающейся телом, находящимся на поздней стадии разложения». Митинг закончился беспорядками, когда большая толпа евреев, членов Коммунистической партии и левых сторонников Кампании за ядерное разоружение (CND) штурмовала платформу. NSM утверждало, что митинг тем летом развязал расистскую борьбу. После раскола BNP Тиндалл и Джордан продолжали укреплять военизированный дух штурмовиков в NSM. В течение апреля и мая 1962 года детективы регулярно наблюдали за Джорданом, когда он возглавлял отряд «Острие» на военных маневрах, включая имитацию нападения на старую башню в Лейт-Хилл в Норт-Даунс недалеко от Доркинга в Суррее. Подобная военизированная подготовка была неотъемлемой частью идеологии NSM, основанной на опыте нацистов в Германии в 1920-е годы, поскольку Джордана и Тиндалла привлекала романтика вооруженной борьбы в случае национального кризиса. Но маневры «Острия» были также предназначены для проверки доблести, подготовки и дисциплины британского контингента в лагере нацистского интернационала, который Джордан планировал разместить в Англии в августе 1962 года.
Созвав под эгидой NSM иностранные групп, выступающие за расизм и антисемитизм, он стремился поставить себя во главе международного нацистского движения. Нацистскую конференцию посетил и Линкольн Роквелл, самый известный неонацист того времени. Министерство внутренних дел запретило Роквеллу въезд в Великобританию, так что его тайное присутствие стало еще одним рекламным ходом для британского лидера. В воскресенье утром Джордан продемонстрировал своим гостям военную доблесть подразделения «Острие». Под руководством Джона Тиндалла члены NSM в форме были дислоцированы по долине и атаковали учебные опорные пункты, воображаемые скопления противника и отбивали контратаки, в то время как Джордан, Роквелл, Савитри Деви, бывший лейтенант СС Фред Борт и другие наблюдали за маневрами через полевой бинокль. Тогда же был создан новый неонацистский интернационал, «Всемирный союз национал-социалистов» (WUNS), организованный в соответствии с условиями Котсуолдского соглашения, согласно которому Джордан, Роквелл и лидеры других иностранных национал-социалистических партий образовали конфедерацию. Двадцать семь делегатов, которые вместе со своими партиями стали членами-учредителями WUNS, избрали Джордана мировым фюрером, а Роквелла — его заместителем и преемником.
Лагерь распался в результате беспорядков из-за вторжения местных жителей, а Роквелл был впоследствии арестован в Лондоне и депортирован обратно в Соединённые Штаты. В пятницу, 10 августа, дюжина офицеров спецподразделения совершила рейд и обыскала штаб-квартиру NSM. Подавление властями NSM фактически вывело Колина Джордана из центра деятельности WUNS на раннем этапе после его существования. 16 августа Джордану, Тиндаллу, Керр-Ричи и Пири были предъявлены обвинения в соответствии с Законом об общественном порядке в организации и оснащении военизированных формирований. Джордан был приговорен к девяти месяцам тюремного заключения, Тиндалл — к шести, а их помощники — к трём каждый. Руководство WUNS перешло к Роквеллу и Американской нацистской партии. Благодаря своей радикальной нацистской и антисемитской программе WUNS вскоре удалось привлечь в свои ряды многих членов «Нового европейского порядка» (NEO), основанного в 1951 году в Цюрихе. К началу 1964 года WUNS объявила, что имеет национальные подразделения во Франции, Германии, Великобритании, Бельгии, Дании, Швейцарии, США, Аргентине, Чили и Австралии.
Джон Тиндалл хотел разработать британскую форму национал-социализма с акцентом на патриотизме, расовой гордости и учётом современных обстоятельств. Он считал открытое поклонение Гитлеру и тщательное подражание немецкому нацизму анахроничным. Его унижение от потери невесты из-за Джордана также стало дополнительным фактором нового размежевания. В августе 1964 года Тиндалл основал «Великое британское движение» (GBM) с собственным журналом Spearhead и примерно 130 членами. После резкого разрыва и Джордан, и Тиндалл добивались признания Роквеллом своей группы в качестве британской секции WUNS. Роквелл встал на сторону Джордана, поскольку долгое время выступал за открытый нацизм и с подозрением относился к плану Тиндалла отказаться от свастики как политического символа. Вопрос о том, насколько открыто можно позволить себе принять нацистскую иконографию, оставался постоянной проблемой в будущем развитии британских крайне правых сил.
Заручившись поддержкой Роквелла, Джордан завоевал репутацию ведущего теоретика национал-социализма в англо-американском мире. Джордан успешно агитировал на расистской платформе в поддержку кандидата от консерваторов против Патрика Гордона-Уокера, предполагаемого министра иностранных дел от Лейбористской партии, в Сметвике на всеобщих выборах 1964 года. Копируя использование Роквеллом демонстрантов в обезьяньих костюмах с целью донести своё расистское послание, Джордан затем провёл собственную кампанию против Гордона-Уокера, которому снова не удалось получить место в Лейтоне на выборах в январе 1965 года. В следующие два года NSM перешло к терроризму. Нацистские боевые коммандос, набранные из NSM Джордана, BNP Фонтейна и GBM Тиндалла, атаковали еврейские объекты (тридцать четыре только в районе Лондона), разрушили синагоги и устроили взрывы зажигательных бомб в еврейской ешиве в Сток-Ньюингтоне, в результате чего погиб её ученик. Члены NSM попали в тюрьму за нападения на синагоги в Клэптоне, Илфорде, Килберне и Бэйсуотере; Жена Джордана, французская наследница Франсуаза Диор, в 1968 году была заключена в тюрьму на восемнадцать месяцев за сговор с целью поджечь синагогу.
Тиндалл и члены GBM были приняты в новую коалицию А. К. Честертона, которая в феврале 1967 года сформировала «Национальный фронт» (NF). Из-за своего открытого нацизма Джордан был намеренно исключён из этих переговоров Честертоном. Поэтому он не играл никакой роли в развитии новой националистической «четвёртой партии» в британской политике, которая добилась значительных результатов на выборах в 1970-х годах в ответ на панику по поводу иммиграции. Джордан оставался лидером нацистского подполья.
В 1966 году полиция зафиксировала, что за всю историю в NSM было всего 187 полноправных членов, а также несколько сотен сторонников и подписчиков журнала «Национал-социалист» (1962–1966). Но Searchlight утверждает, что в то или иное время в NSM участвовало 1200 человек, а максимальная одновременная численность в почти 700 человек была достигнута в 1962 году. В январе 1967 года Джордан попал в тюрьму во второй раз. В соответствии с новым Законом о расовых отношениях 1965 года он был заключён в тюрьму на восемнадцать месяцев за публикацию подстрекательской брошюры «Цветное вторжение», направленной на пропаганду расовой розни. После своего освобождения летом 1968 года Джордан возродил уже несуществовавшее NSM как «Британское движение» (BM). По сравнению с парламентскими амбициями NF, BM должно было сконцентрироваться на мобилизации скинхедов, футбольных хулиганов и молодых городских головорезов против левых и цветных иммигрантов в центральных городах. Эта стратегия восходит к «крепким отрядам» «Имперской фашистской лиги» Лиза и к нацистским штурмовикам 1920-х годов. Целью расовых атак BM была прямая провокация меньшинств Вест-Индии и Азии в ожидании, что любые контратаки на белых вызовут массовую ответную реакцию, перерастающую в расовую войну.
На протяжении 1970-х годов BM имела тесные связи с политическим подпольем, которое разжигало расовое насилие и стремилось к контактам с европейскими фашистскими террористами. В 1974 году на посту лидера BM Джордана сменил Майкл Маклафлин, бывший моряк торгового флота из Ливерпуля. Джордан покинул BM в 1975 году, чтобы посвятить себя писательской деятельности на своей ферме в Гринхоу-Хилл недалеко от Харрогейта, Йоркшир. Будучи «крестным отцом» нацистского подполья, Джордан продолжал интриговать возрождение крайне правого терроризма.

## Взгляды
Джордана вдохновляли в первую очередь довоенные фашистские традиции антисемитизма, восхищение Гитлером и немецким национал-социализмом. Эти идеалы оставались отличительными чертами политической программы Колина Джордана с военных лет до 1990-х годов и сделали его ведущим представителем послевоенного культа Гитлера в Британии. Послевоенные фашистские интернационалы обычно старались дистанцироваться от своего военного наследия и старались избегать любых упоминаний о Гитлере, СС, нацизме и Холокосте. Джордан впервые полностью отбросил осторожность весной 1962 года. Он восхищался Гитлером и возродил весь нацистский реквизит: коричневые рубашки, бриджи и сапоги, повязки со свастикой, лозунги «зиг хайль», «Juden ‘raus» и песня Хорста Весселя. В 1961 году ультраправый журнал Combat опубликовал отзыв о суде над Эйхманом, написанный в основном Джорданом. Он был одним из первых отрицателей Холокоста в Великобритании, он утверждал, что шесть миллионов евреев не были убиты и что это пропаганда для роста еврейского влияния.
Британский неонацизм Колина Джордана был радикальной реакцией на присутствие и рост цветного населения. Цветная иммиграция открыла новый взгляд на старые расистские и нацистские идеи. По мнению Джордана, большое значение иммигрантского вопроса заключалось в том, что он заставил людей мыслить с точки зрения расы и, таким образом, стать более восприимчивыми к его преимущественно антисемитским убеждениям.
Радикализованный сроками заключения, Джордан последовательно выступал за рост революционных ячеек нацистских активистов и возможное свержение либеральной демократии в условиях кризиса. Как и его американские коллеги, Джордан сочетал приверженность Гитлеру и Третьему Рейху с современной расистской доктриной, направленной против «цветного» населения в белых странах. Как и американский неонацизм, этот британский гитлеризм Джордана направлен на достижение глобального превосходства «белых» посредством милленаристской кампании против «болезней» либерализма и мультирасиализма.
В первом выпуске журнала WUNS «Национал-социалистический мир» за 1966 год Джордан предложил международной читательской аудитории «философскую оценку» универсального нацизма. Он утверждал, что национал-социализм пережил поражение Третьего рейха и последующую клевету, потому что он был «синонимом высшей воли человека к выживанию, его инстинкта здоровья и силы, а также его стремления к красоте в жизни». Прослеживая его истоки в Платоновской Греции, римской государственной системе и чувстве кровного родства среди нордических племен, Джордан рассматривал национал-социализм как здоровый, органичный бунт «против всей структуры мышления либерализма и демократии с их денежными связями; чрезмерным индивидуализмом; взглядом на человека как на безнародную, заменяемую единицу мирового населения; духовным оправданием в униженном христианстве, включающем нездоровый „гуманитаризм“». Он утверждал, что национал-социализм был чем-то гораздо большим, чем просто политической схемой, но всемирным возрождением «арийской расы» и её народных чувств сверх пределов национальных государств.
Вдохновленный книгой «Дневники Тёрнера» американского неонациста Уильяма Пирса и территоризмом The Order в Соединённых Штатах, Джордан в июне 1986 года написал генеральный план будущего британского нацизма, изданный в журнале «Лиги святого Георгия». Джордан утверждал, что элитный контроль над телевидением обеспечивает выживание демократии посредством избирательных урн и политических партий. Он отверг традиционную партийную организацию и призвал к её замене «элитным передовым отрядом» или «оперативной группой», ведущей «войну», и привел пример специальных подразделений Отто Скорцени, оберштурмбаннфюрера СС, известного своими успешными спецоперациями. Эта вооруженная партизанская деятельность, утверждал Джордан, должна сопровождаться деятельностью расовой популистской партии, которая постепенно наращивает свою респектабельность; в то же время другие деятели должны проникнуть в основные партии и государственные органы. Поскольку незаконная деятельность часто приводит к аресту и тюремному заключению, Джордан предупредил, что «абсолютно необходимо строгое разделение участников открытой и подпольной деятельности».
Джордан снабжал американские нацистские издания статьями об «актуальности» национал-социализма и уникальном лидерстве Гитлера. В книге «Национал-социализм: мировое кредо 1980-х годов» (1981), буклете, перепечатанном на основе статьи, впервые опубликованной в периодическом издании WUNS, Джордан отвергает националистов, популистов, нацистских фетишистов («голливудских нацистов») и скинхедов (отсылка к уличным бойцам, изначально принятым в «Британское движение») как предателей национал-социализма. Джордан превозносил нацизм как религию жизни и природы, совершенно несовместимую с христианством. Национал-социалисты, заключал он, не были ни националистами, ни консерваторами, а расовыми революционерами, призывающими «белые» народы мира объединиться ради выживания и достижения превосходства. В качестве текущей тактики он предлагал разрушительный саботаж системы и развитие элитных нацистских кадров через частные нацистские школы, трудовые проекты и небольшие сельские общины. Эта идея привела к движению возвращения к земле среди активистов «Политического солдата» и «Третьего пути», возникших после распада «Национального фронта» в середине 1980-х годов.
В начале 1980-х годов Джордан возродил периодическое издание Лиза «Готическая рябь» и издавал там статью о Третьем рейхе, «убийстве» Рудольфа Гесса в тюрьме Шпандау, а также антисемитские и расистские комментарии к современным событиям. Восхваления Гитлера также были основным элементом этих произведений, достигнув апогея в 1989 году, в год столетия со дня его рождения. Статья «Гитлер был прав!», первоначально опубликованная в журнале «Gothic Ripples», а затем перепечатанная Джорджем Дитцем в специальном юбилейном выпуске «Колокола Свободы» Джорджа Дитца от 20 апреля 1989 года, поддерживает Гитлера по целому ряду вопросов, включая осуждение демократии, защиту народного сообщества, его якобы упреждающее нападение на Советский Союз, упущенную возможность англо-германского союза и его пророчество о тёмных веках, которые последуют за его поражением. В памятной статье для New Order NS Bulletin Мэтта Коэла Джордан последовал за идеями Савитри Деви, представляя Гитлера как «Человека вне времени», сверхчеловеческую личность, которая силой своей воли стремилась стремилась противостоять упадку «арийцев» в цикле веков. Ещё одна хвалебная статья о Гитлере была опубликована в журнале «Лиги святого Георгия».
Буклеты и статьи Джордана о национал-социализме, с изображениями мрачных мускулистых статуй нацистского скульптора Арно Брекера, были написаны для образованных читателей. В «Поезде мысли» (1989) Джордан вернулся к теме тайных оперативных групп, призванных ускорить разрушение общественного порядка. Теперь это возлагалось на подпольное «Британское национал-социалистическое движение» BNSM. В 1993 году он выпустил сатирическое произведение «Веселая Англия — 2000», изобразив оруэлловский взгляд на Британию конца XX века, где представлены полиция по расовым отношениям, перевоспитание для фанатичных пожилых людей, налоговые льготы для смешанных пар, ритуальные реверансы для виновного белого населения и статуя Нельсона Манделы вместо Колонны Нельсона на «Площади Гармонии». В знак признания за Джорданом статуса крёстного отца международного нацистского движения, которым он обладал на протяжении трёх десятилетий, европейское отделение WUNS в Дании опубликовало в 1993 году том его избранных произведений.

## Влияние
Современные террористические группы, такие как «Combat 18» и «Национал-социалистическое движение» Дэвида Мьятта, восходят к Джордану. «Combat 18», партизанская группа, действующая с начала 1990-х годов, стала реализацией плана Джордана по созданию воинствующего нацистского подполья. Группа напрямую восходит к BNSM, как по личному составу, так и по методам.
Джордан существенно повлиял на формирование нацистского подполья, которое продолжает активно действовать в Британии с начала 1960-х годов, культивируя расистский антисемитизм и пытаясь спровоцировать конфликты между «белыми» и «цветными» в британских городах.

## В художественной культуре
Джордан фигурирует в историческом романе Джо Блум «Ридли-роуд» 2014 года. В телеадаптации BBC 2021 года его сыграл Рори Киннер.